# Einsatzmedaille (Österreich)
Die Einsatzmedaille ist eine staatliche Auszeichnung der Republik Österreich für die Angehörigen des Österreichischen Bundesheeres.
Sie existiert in ihrer jetzigen Form seit 2001 und wird vom Verteidigungsminister verliehen. Eine mehrfache Verleihung ist zulässig. Soldaten können die Medaille erhalten, wenn sie bei einer der folgenden Einsatzarten nach § 2 Abs. 1 Wehrgesetz 2001 eingesetzt wurden:
- lit. a: Militärische Landesverteidigung (Verteidigung des österreichischen Staatsgebietes im Kriegsfall)
- lit. b: Sicherheitspolizeilicher Assistenzeinsatz (SiPolAssE)
- lit. c: Hilfeleistung bei Elementarereignissen und Unglücksfällen außergewöhnlichen Umfanges (zumeist Naturkatastrophen)
- lit. d: Hilfeleistung im Ausland (Friedenssicherung, humanitäre Hilfe, Katastrophenhilfe sowie Such- und Rettungsdienste im Ausland)

## Aussehen

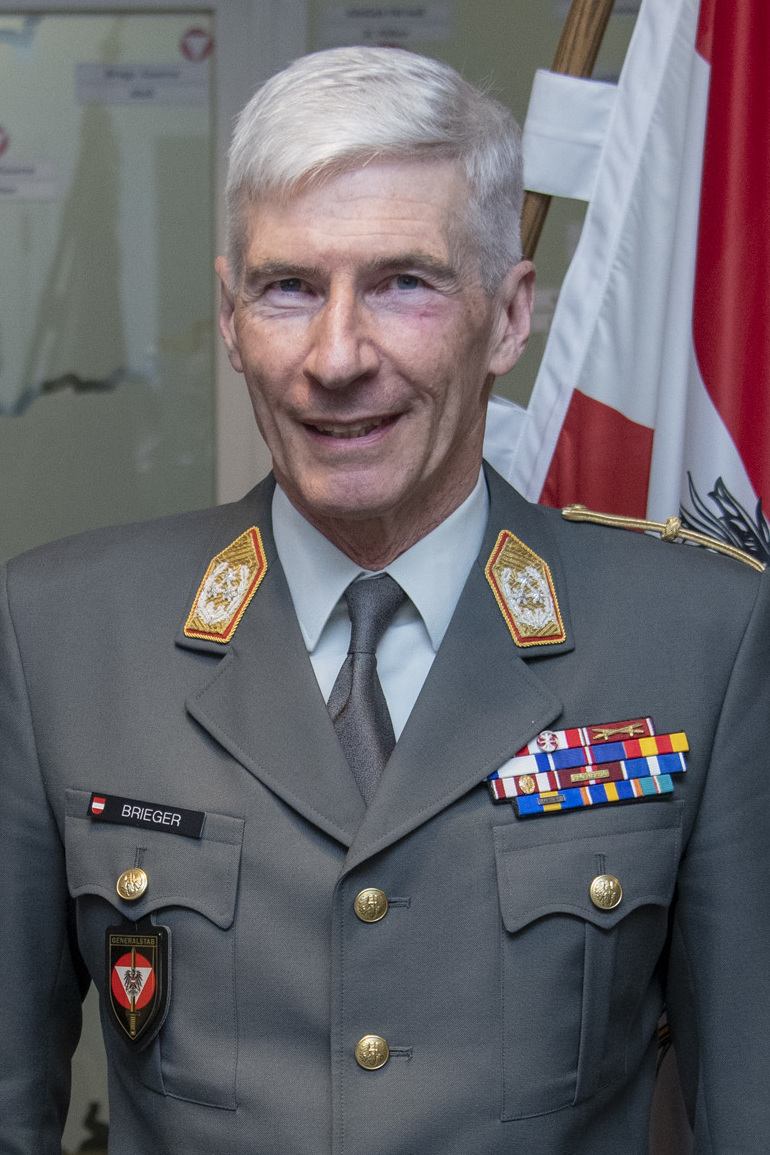
General Robert Brieger mit der Bandschnalle der Einsatzmedaille (oben rechts)

Die Auszeichnung besteht aus einer bronzefarben Medaille, welche an einem dreieckig gefalteten Band getragen wird. Die Einsatzart, für welche die Auszeichnung verliehen worden ist, kann anhand der Gestaltung des Bandes bestimmt werden.
Bei der nach lit. a verliehenen Einsatzmedaille ist das Band bis auf einen kleinen weißen Streifen am Rand rot. Am Band sind zusätzlich zwei goldene gekreuzte Schwerter befestigt.

Bei der nach lit. b verliehenen Einsatzmedaille ist das Band bis auf einen weißen Streifen am Rand rot. Im Vergleich zur Einsatzmedaille nach lit. a ist der weiße Streifen etwas breiter.

Bei der nach lit. c verliehenen Einsatzmedaille ist das Band bis auf einen roten Streifen am Rand weiß. Ihr Design entspricht der Farbumkehr der Einsatzmedaille nach lit. b.

Bei der nach lit. d verliehenen Einsatzmedaille ist das Band bis auf einen breiten und einen schmalen roten Streifen weiß. Ihr Design folgt der Einsatzmedaille nach lit. c, welche zusätzlich mittig einen dünnen roten Streifen aufweist.
Bei mehrfacher Verleihung einer der Medaillen wird die Anzahl durch eine am Band der entsprechenden Medaille angebrachten Ziffer gekennzeichnet.